# Rodersdorf (Weischlitz)
Rodersdorf ist ein Ortsteil der Gemeinde Weischlitz im Vogtlandkreis in Sachsen. Er wurde am 1. Januar 1994 nach Weischlitz eingemeindet.

## Geografie

### Lage und Verkehr
Rodersdorf liegt nordwestlich des Kernortes Weischlitz an der Kreisstraße K 7862. Nordöstlich des Ortes verläuft die Staatsstraße S 297 und südwestlich die S 311. Nördlich fließt der Schönlinder Burgbach und südlich der Kröstaubach, welche beide Zuflüsse der Weißen Elster sind.
Rodersdorf liegt im Westen des Vogtlandkreises und im sächsischen Teil des historischen Vogtlands. Geografisch liegt der Ort im Zentrum des Naturraums Vogtland (Mittelvogtländisches Kuppenland).
Der Ort ist mit der vertakteten RufBus-Linie 47 des Verkehrsverbunds Vogtland an Weischlitz, Reuth und Plauen angebunden.

### Nachbarorte
| Tobertitz |                                             | Kloschwitz |
| Thossen   | Kompassrose, die auf Nachbargemeinden zeigt |            |
| Dehles    | Steins                                      | Kröstau    |

## Geschichte

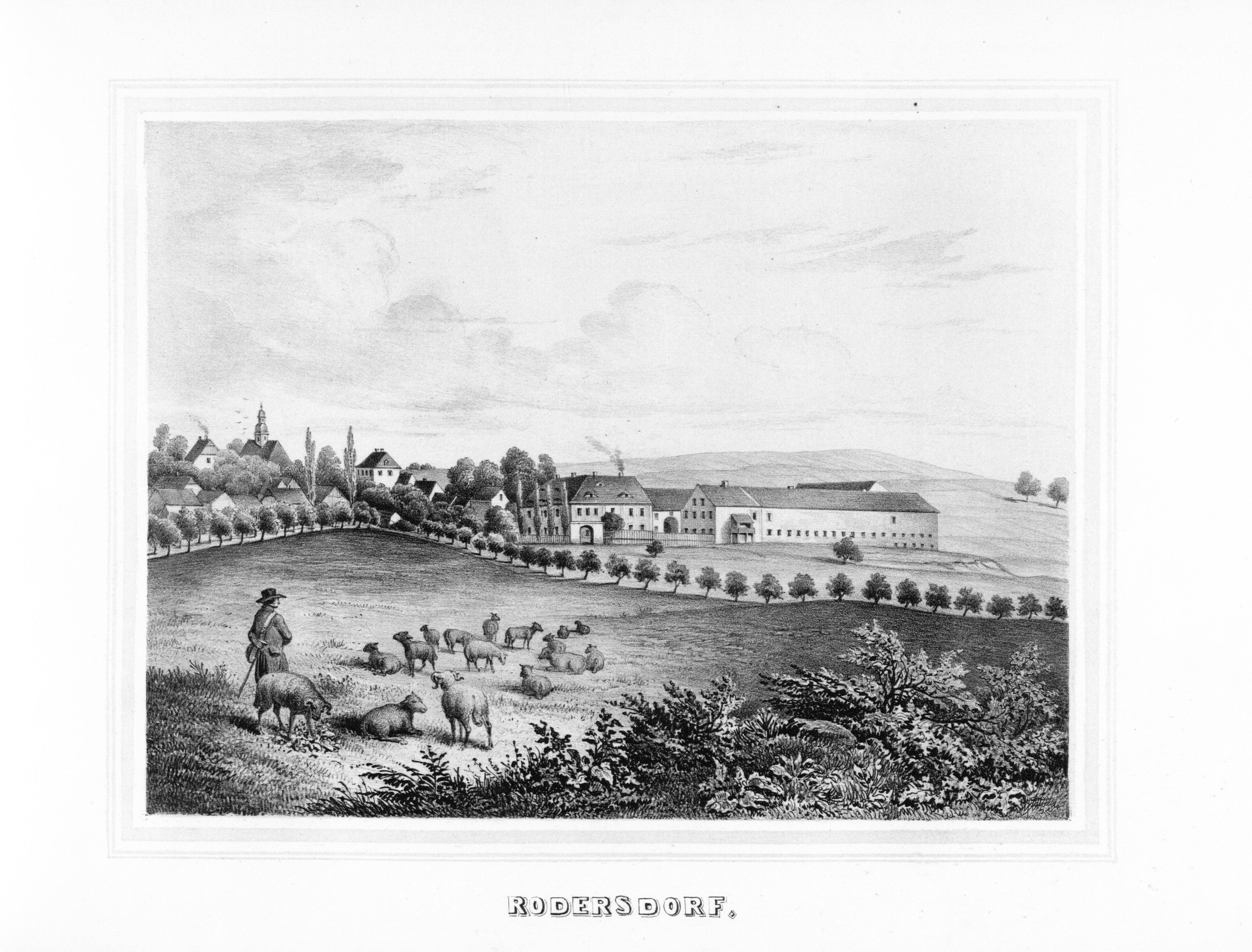
Rodersdorf im Album der Rittergüter und Schlösser im Königreiche Sachsen (Band V) von 1895

Die Gründung des Gassengruppendorfs erfolgte vermutlich während der Besiedlung des Vogtlands durch die Sorben im 7. und 8. Jahrhundert. Ihnen folgten in der Mitte des 10. Jahrhunderts Siedler aus Sachsen, Thüringen und Bayern an. Die erste urkundliche Erwähnung der Luftmühle und von Rodesdorfh erfolgte im Jahr 1266 durch die Herren von Straßberg. Ende des 13. Jahrhunderts erfolgte der Bau der ersten Kirche, welche im 17. Jahrhundert nach einem Blitzschlag teilweise durch einen Neubau ersetzt wurde. Im Jahr 1482 wurde in Rodersdorf ein Rittersitz erwähnt, dessen erste Besitzer von Röder hießen. Um 1485 erfolgte die Teilung des Ritterguts in das Obere und das Untere Gut. Die Vereinigung der Kirchspiele Rodersdorf und Thossen erfolgte im Jahr 1538. Bezüglich der Grundherrschaft gehörte Rodersdorf um 1583 anteilig zu den Rittergütern Rodersdorf obern und untern Teils, Schwand und als Amtsdorf zum Amt Plauen. Um 1764 unterstand Rodersdorf den beiden örtlichen Rittergütern und dem Rittergut Schwand. Das Rittergut Rodersdorf oberer Teil befand sich im 17. Jahrhundert im Besitz der Familie von Seydewitz, im 18. Jahrhundert besaß es die Familie Hüttner. Anschließend folgte im Jahr 1783 die Familie Müller und kurz darauf Erdmann Wilhelm von Falkenstein. Auf diesen folgten 1789 die Herren Porst. Ab 1885 besaß die Familie Dietze das Rittergut Rodersdorf oberer Teil bis 1945. Nach einem Brand im Jahre 1902 wurden die Wirtschaftsgebäude wieder aufgebaut. Das Rittergut Rodersdorf unterer Teil gehörte den Herren von Röder bis zu Beginn des 17. Jahrhunderts. Die folgenden Besitzer waren Hans Joachim von Seydewitz (ab 1606), die Brüder von Posseck (ab 1634), die Familie von Gößnitz (ab 1658), die Baronin von Stein (ab 1734) und der Bürgermeister Hübschmann (ab 1754). Im 19. Jahrhundert gehörte das Rittergut Rodersdorf unteren Teils dem Herrn Schönfels (ab 1803), Friedrich Wilhelm Michaelis (ab 1869) und anschließend die Familie Böhme, welche es bis 1945 besaß.
Rodersdorf gehörte bis 1856 zum kursächsischen bzw. königlich-sächsischen Amt Plauen. 1856 wurde der Ort dem Gerichtsamt Plauen und 1875 der Amtshauptmannschaft Plauen angegliedert. Im Zuge der Bodenreform in der Sowjetischen Besatzungszone ab 1945 wurde die Familie Dietze als Besitzer des Ritterguts Rodersdorf oberen Teils und Karl Böhme als Besitzer des Ritterguts Rodersdorf unteren Teils enteignet. Das Rittergut oberen Teils wurde 1951 der Gemeinde Rodersdorf übergeben, welche es zwischen 1956 und 1966 als Dorfschule nutzte. Anschließend diente es als Gemeindeamt und bis 1994 als Büro der LPG. Seitdem steht es leer. Das Rittergut unteren Teils hingegen wurde nach der Enteignung in ein Volkseigenes Gut umgewandelt. Seit 1997 wird es als privater landwirtschaftlicher Betrieb genutzt.
Durch die zweite Kreisreform in der DDR kam die Gemeinde Rodersdorf im Jahr 1952 zum Kreis Plauen-Land im Bezirk Chemnitz (1953 in Bezirk Karl-Marx-Stadt umbenannt), der ab 1990 als sächsischer Landkreis Plauen fortgeführt wurde und 1996 im Vogtlandkreis aufging. Seit 1992 war Rodersdorf Teil der Verwaltungsgemeinschaft Weischlitz. Dies endete mit der Eingemeindung von Rodersdorf nach Weischlitz am 1. Januar 1994.

## Kulturdenkmale
In der Liste der Kulturdenkmale in Weischlitz sind für Rodersdorf sieben Kulturdenkmale aufgeführt.